# Pelosia obscura
Pelosia obscura là một loài bướm đêm thuộc phân họ Arctiinae, họ Erebidae.